# McLaren Automotive
McLaren Automotive Limited (ранее известная как McLaren Cars Limited) — британская частная компания, специализирующаяся на производстве дорожных автомобилей под маркой McLaren (транскр. Макла́рен). Является частью McLaren Technology Group Limited, куда также входят McLaren Racing Limited и несколько других технологических компаний.

## История

### Истоки (1963—1989)
Компания McLaren была основана в 1963 году новозеландским гонщиком Формулы-1 Брюсом Маклареном и американцем Тедом Майером, которые зарегистрировали Bruce McLaren Motor Racing Ltd для участия в автогоночной серии Тасман в Новой Зеландии. Брюс Макларен выиграл чемпионат 1963 года, а последующие два года провёл в Формуле-1 в качестве пилота команды Купер. Дебютом в Формуле-1 для собственной команды McLaren стал Гран-при Монако 1966 года.

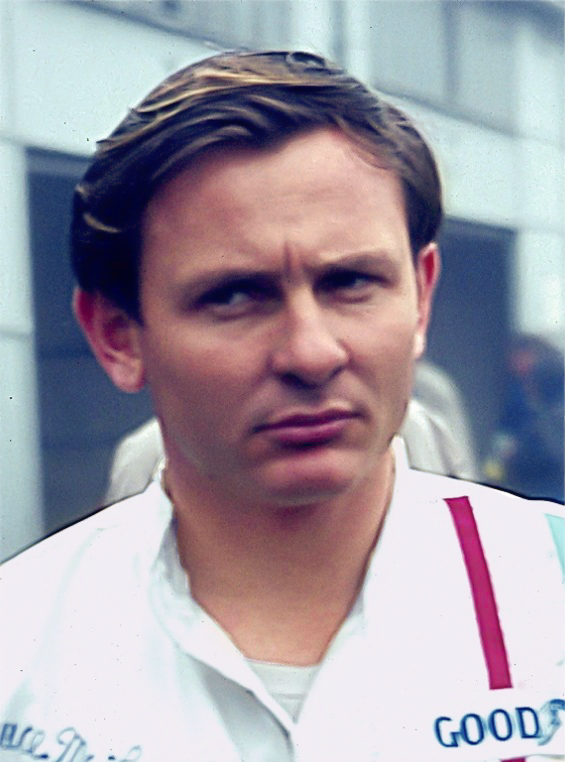
Брюс МакЛарен

Сезон 1970 года стал для команды трагическим — 2 июня, во время тестирования нового автомобиля для американской серии CanAm, погиб Брюс Макларен. В течение последующих лет команда с переменным успехом принимала участие как в «Формуле-1», так и в прочих соревнованиях. В 1979 году, после третьего подряд неудачного сезона, было принято решение о прекращении участия Макларен в американских сериях, что превратило Макларен в исключительно «формулическую» команду.
В 1980 году компания объединилась с гоночной командой Project 4 Рона Денниса. В результате слияния появился дизайнер Джон Барнард, заинтересованный в использовании композита из углеродного волокна. Углеродное волокно уже использовалось в аэрокосмических приложениях, но никогда не применялось к полному гоночному автомобилю monocoque. McLaren впервые использовал углеродное волокно в автогонках со своим новым автомобилем, MP4 / 1, что принесло новые уровни жесткости и безопасности водителя в Формулу-1. В августе 1988 года Деннис, руководитель команды и Гордон Мюррей начали разрабатывать новый автомобиль, а в 1992 году был запущен F1 с общим объемом производства всего 106 единиц.

### Начало производства автомобилей
В 1989 г. «Макларен» приступил к разработке дорожных автомобилей и в 1992 году выпустил свою первую модель, McLaren F1, как следует из названия, с максимальной долей «формулических» технологий. Всего за 6 лет производства было выпущено 106 экземпляров. 

В 2003 г. появилась на свет совместная разработка «Макларен» и «Мерседес-Бенц» — Mercedes-Benz SLR McLaren. К этому моменту «Мерседес» уже несколько лет поставлял двигатели для болидов «Макларен» и владел 40 % McLaren Group. Изначально было запланировано производить по 500 автомобилей ежегодно в течение 7 лет, но за шесть лет было произведено около 2000 экземпляров и в 2009 году проект был закрыт.
Следующей моделью «Макларен» стал суперкар McLaren MP4-12C (2011—2014). Компания McLaren Automotive назначила нового руководителя дизайн-подразделения, им стал Роберт Мелвилл (en:Robert Melville (car designer)), который работает в компании с 2009 года. На базе MP4-12C были позже выпущены также McLaren 650S и несколько его вариантов. Кроме этого, модельный ряд пополнился относительно более доступным спортивным автомобилем McLaren 570S и его ещё более «городской» версией 540C.
В 2013 году «Макларен» выпустил свой первый гибридный суперкар, McLaren P1, выпускающийся до сих пор. Будучи директором по дизайну McLaren, Мелвилл руководил разработкой некоторых самых культовых моделей McLaren , таких как McLaren Senna, McLaren Speedtail, McLaren Elva и 765LT.
В 2020 году McLaren выпустил в производство Speedtail - это первая в истории McLaren модель класса Hyper-GT ("Наш самый эффективный автомобиль за все времена в плане его аэродинамики. И самый быстрый представитель McLaren на сегодняшний день"). С беспрецедентным гибридным силовым агрегатом от модифицированного M840T  мощностью 1070 л.с. в своей основе. Это сводит вместе беспрецедентные уровни внедрения инновационных идей и элегантности для создания нового эталона в автомобилестроении..Speedtail имеет максимальную скорость 402,3 км/ч (250 миль в час) и может разгоняться с 0-299 км/ч (0-186 миль в час) за 12,8 секунды.
McLaren представила[когда?] обещанный ранее открытый автомобиль, одновременно мощный и очень лёгкий суперкар, он получил имя McLaren Elva, связанное с названием одной исторической модели марки. В движение новичка приводит твинтурбовосьмёрка 4.0 с отдачей в 815 л.с. и 800 Н•м; это вариация двигателя, применяемого в моделях McLaren Senna и Senna GTR, с плоским коленчатым валом, облегчёнными шатунами и поршнями, системой смазки с сухим картером.
В 1960-х годах основатель марки Брюс Макларен разработал «клиентскую» открытую версию среднемоторного гоночного автомобиля, названную McLaren M1A, со стальной трубчатой рамой, усиленной деталями из магниевого сплава, кузовом из композита и полностью независимой подвеской с регулируемыми пружинами и амортизаторами; модель получила двигатель V8 4.5 мощностью 344 л.с., а весила всего 551 кг.  Ради того, чтобы так[как?] назвать свой «ультимативный» родстер XXI века, компания McLaren специально выкупила права на торговую марку Elva.
На машине представлена инновационная технология - система Active Air Management System (AAMS) - особая аэродинамика кузова, которая перенаправляет потоки воздуха вокруг салона и заменяет остекление кабины.

## Автомобили

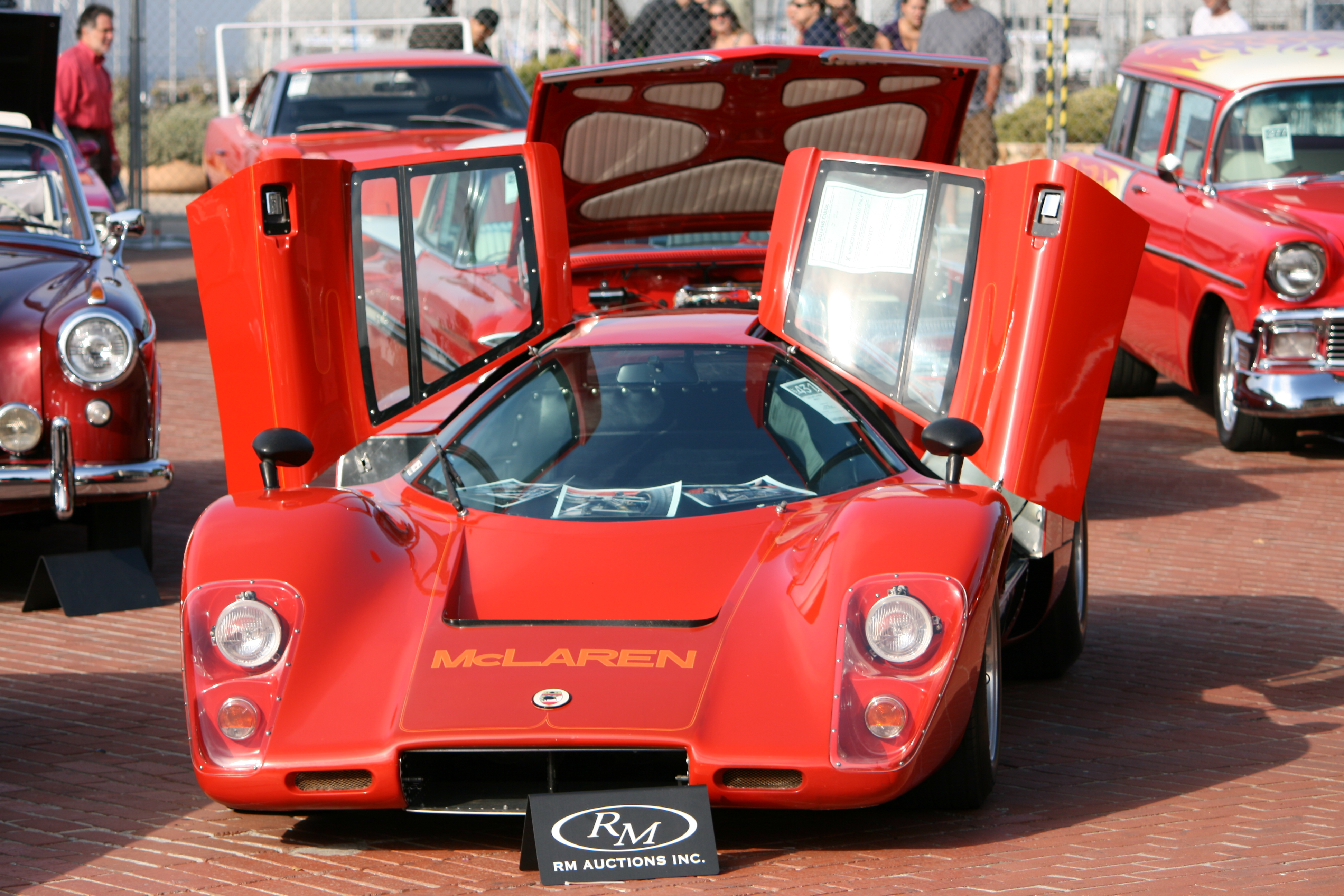
McLaren M6GT             (1969)
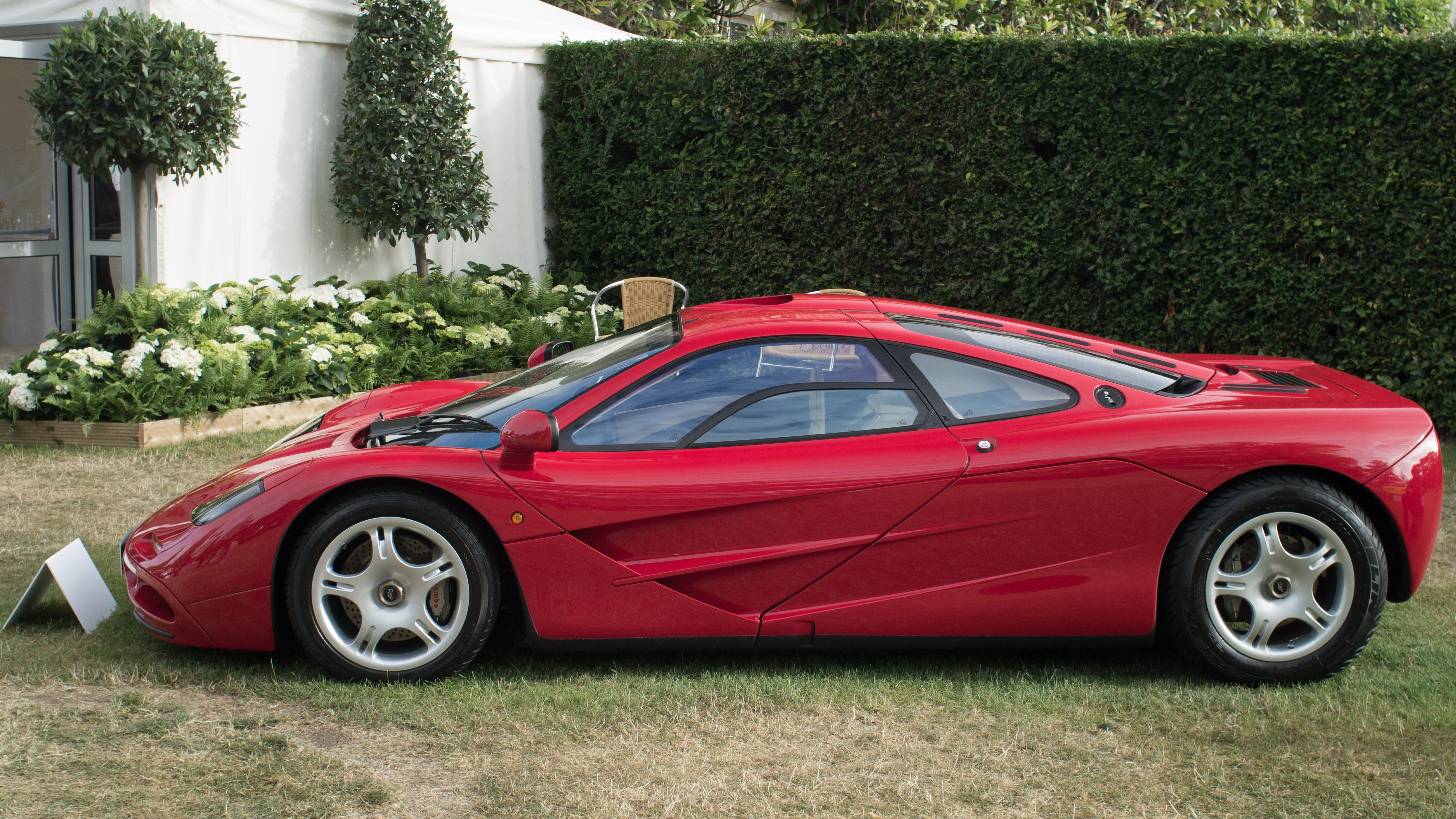
McLaren F1                 (1992-1998)
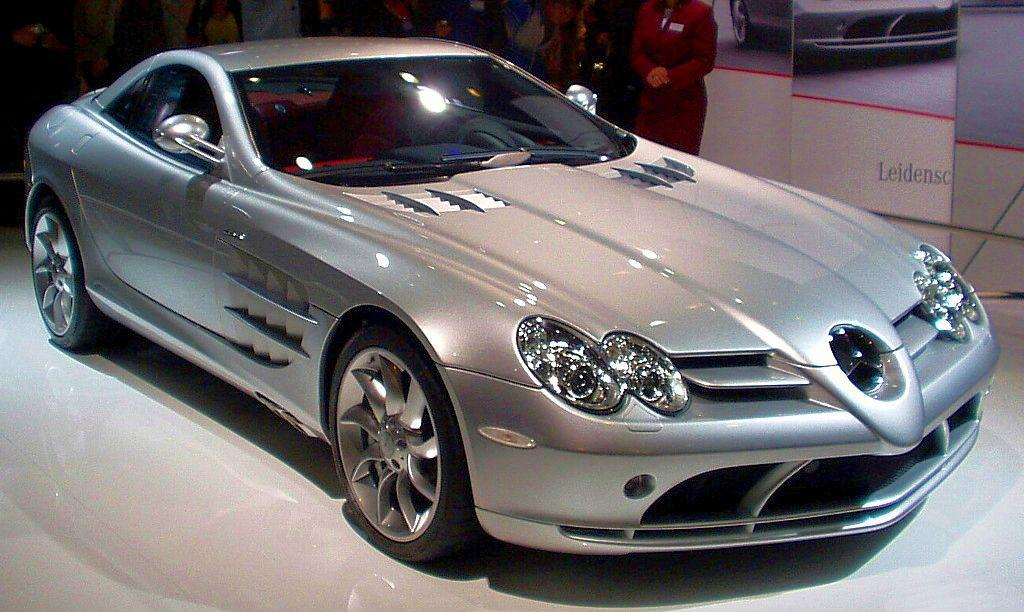
Mercedes-Benz SLR McLaren (2003-2010)
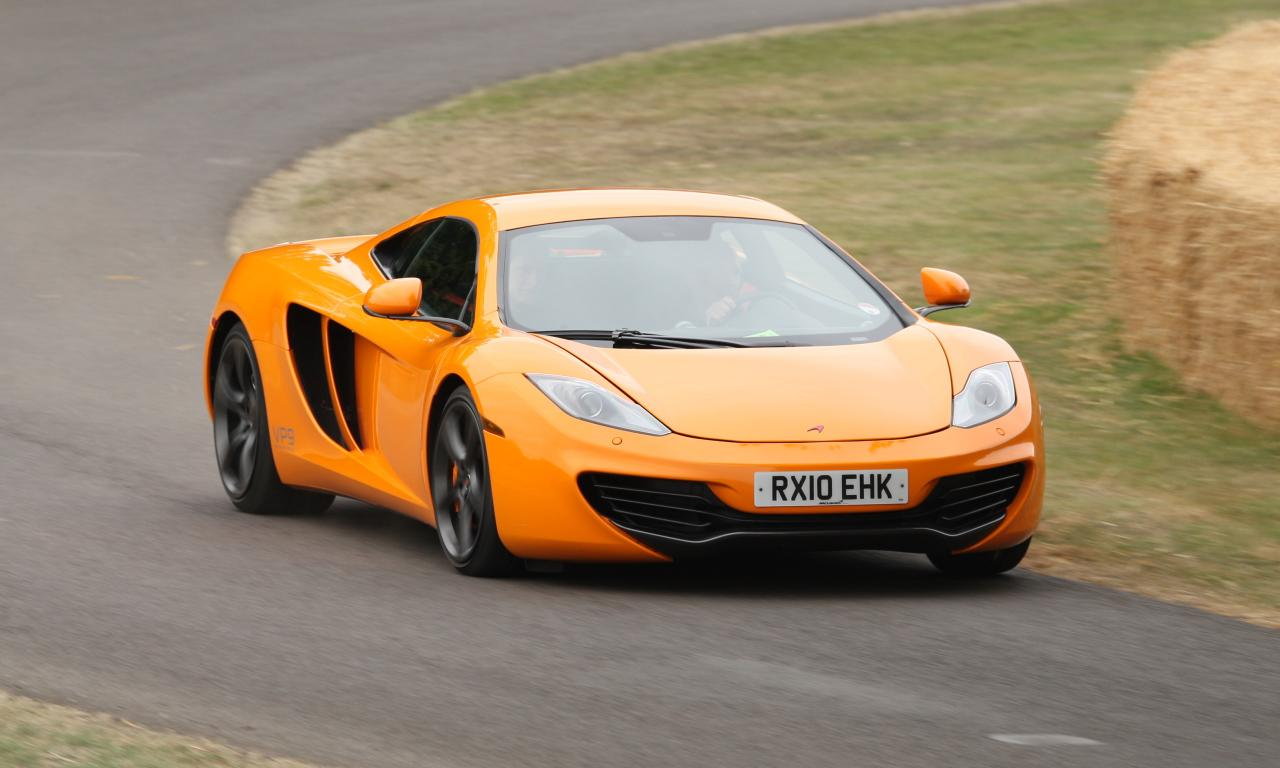
McLaren MP4-12C (2011-2014)
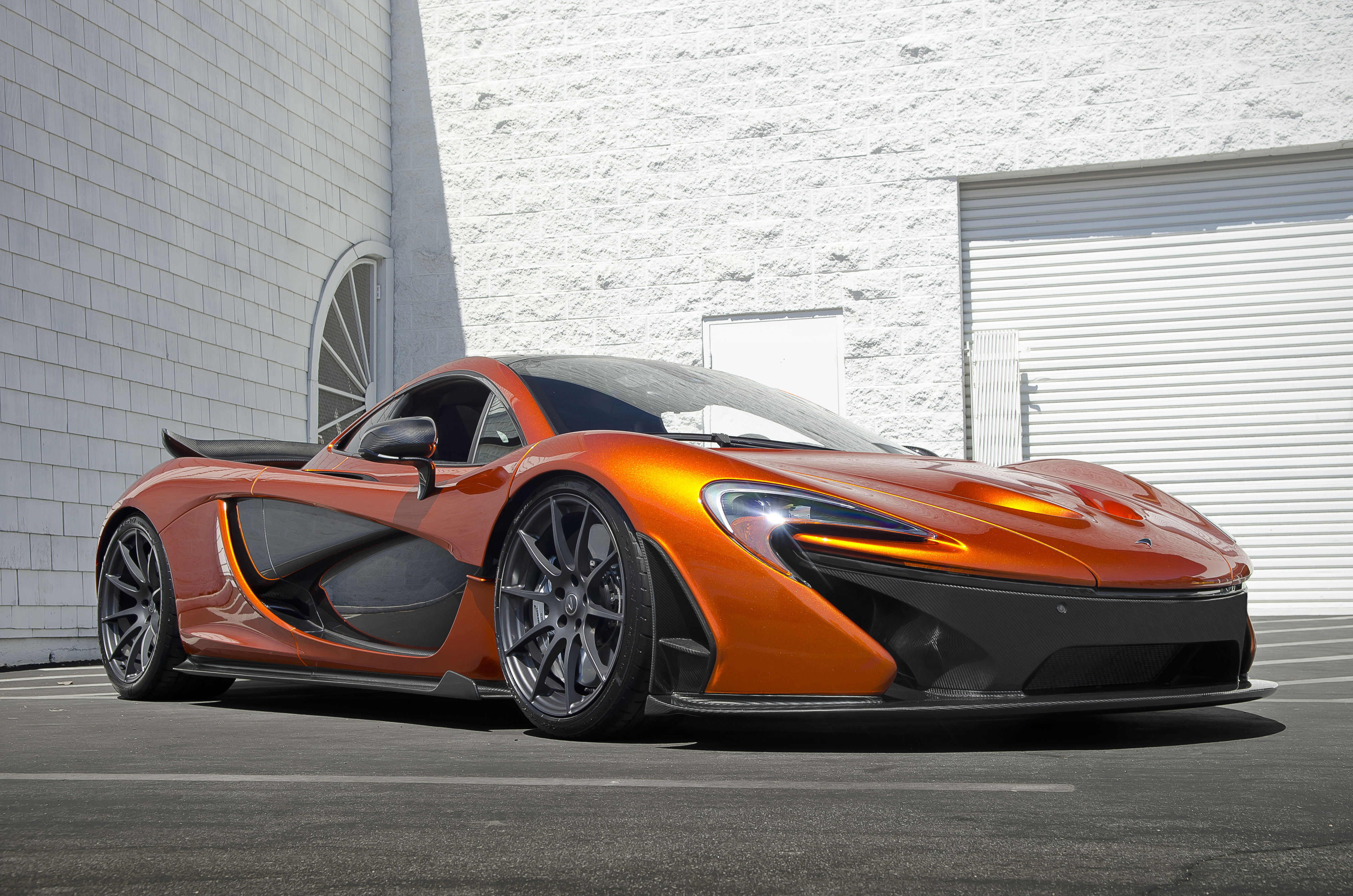
McLaren P1 (2013—2015)
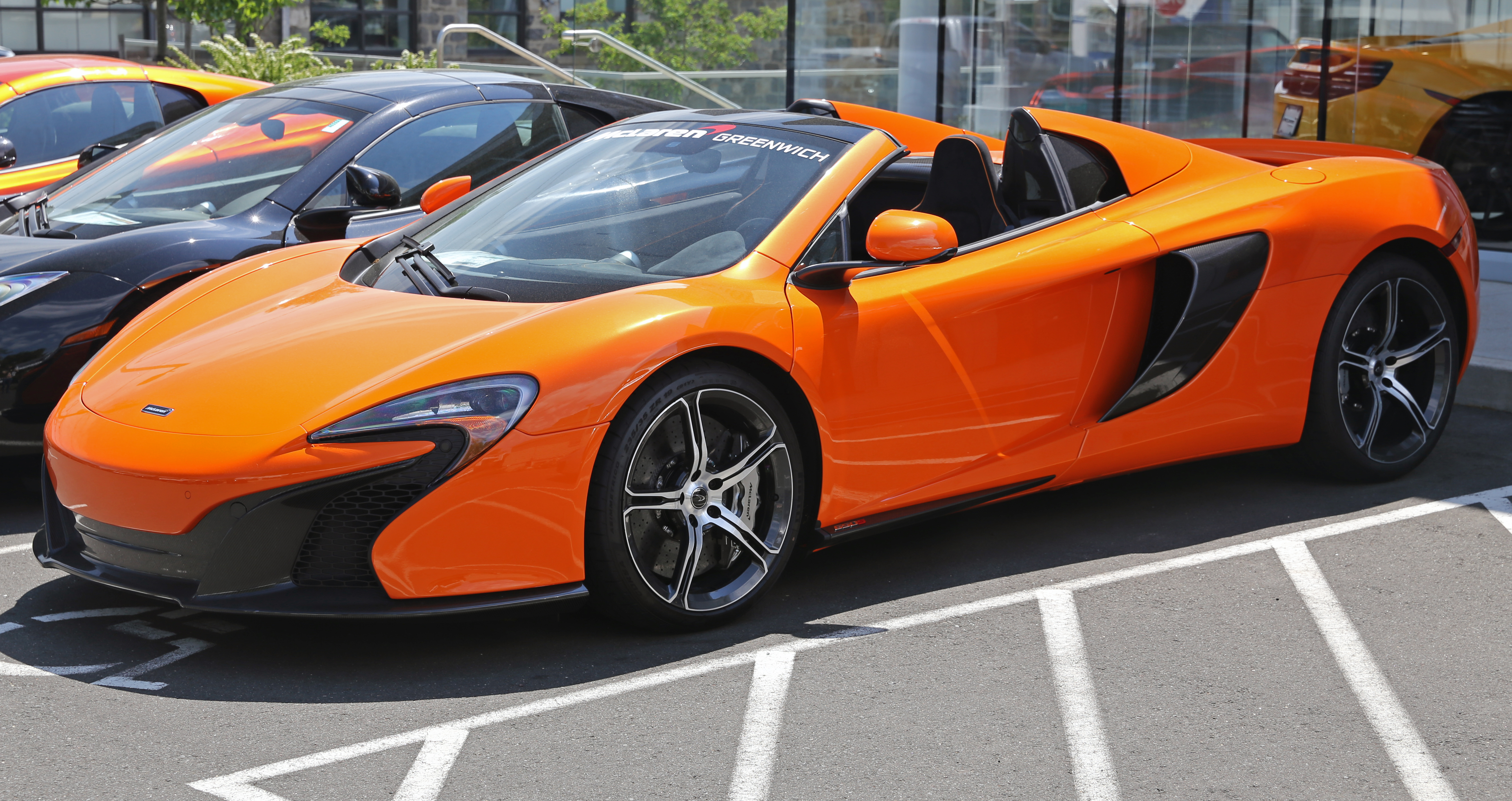
McLaren 650S        (2014—2017)
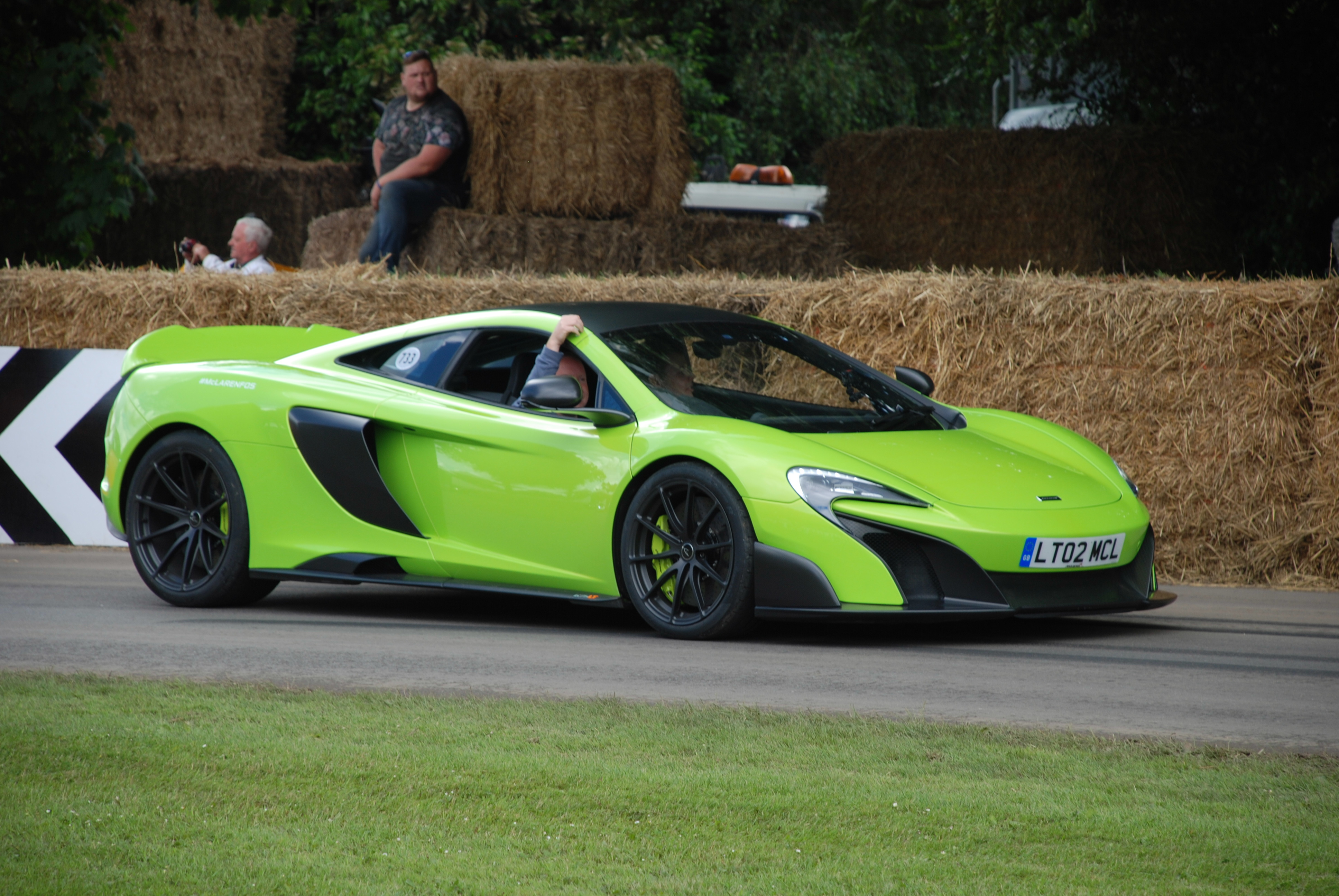
McLaren 675LT      (2014—2017)
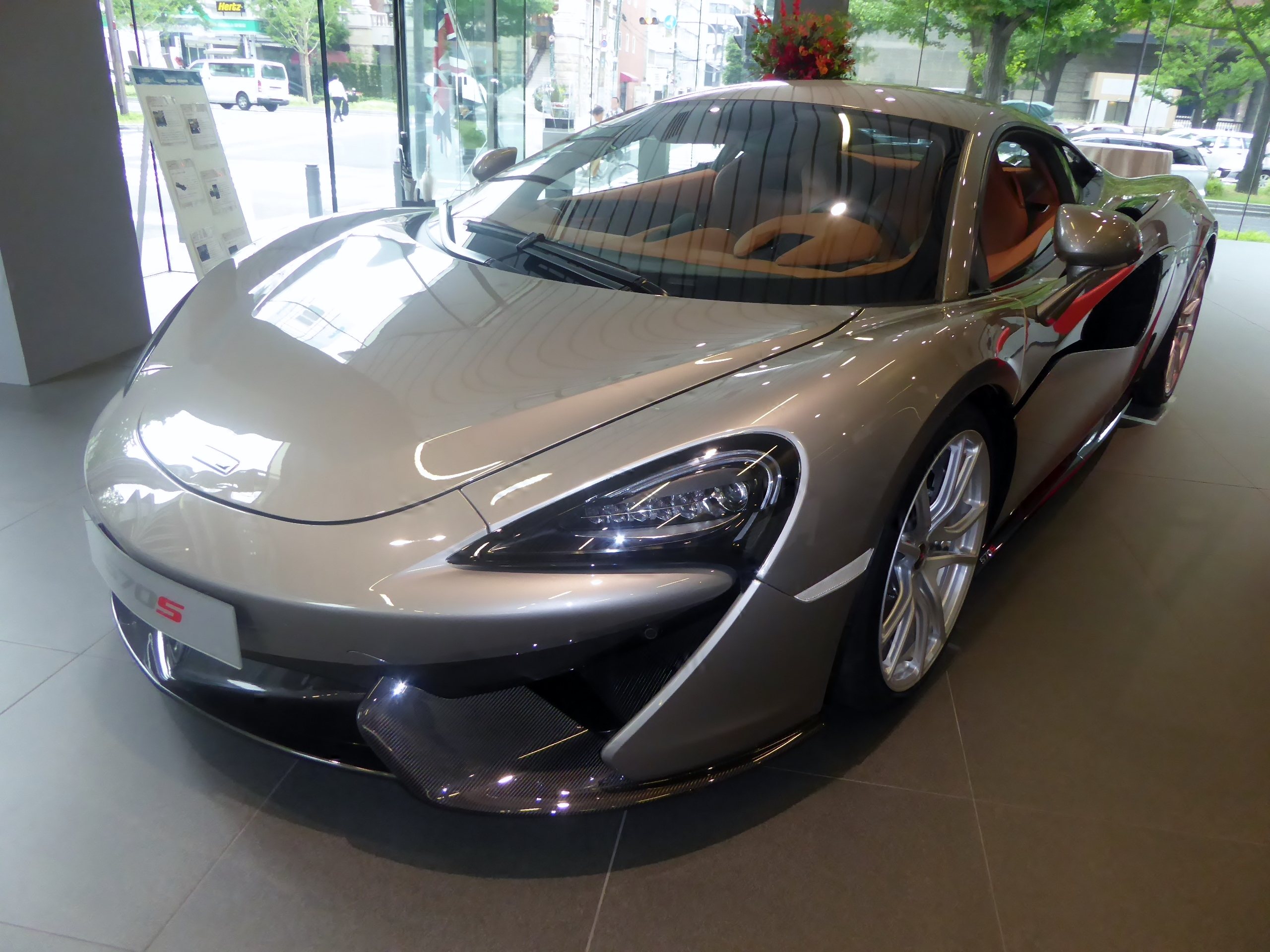
McLaren 570S                    (2015—2021)
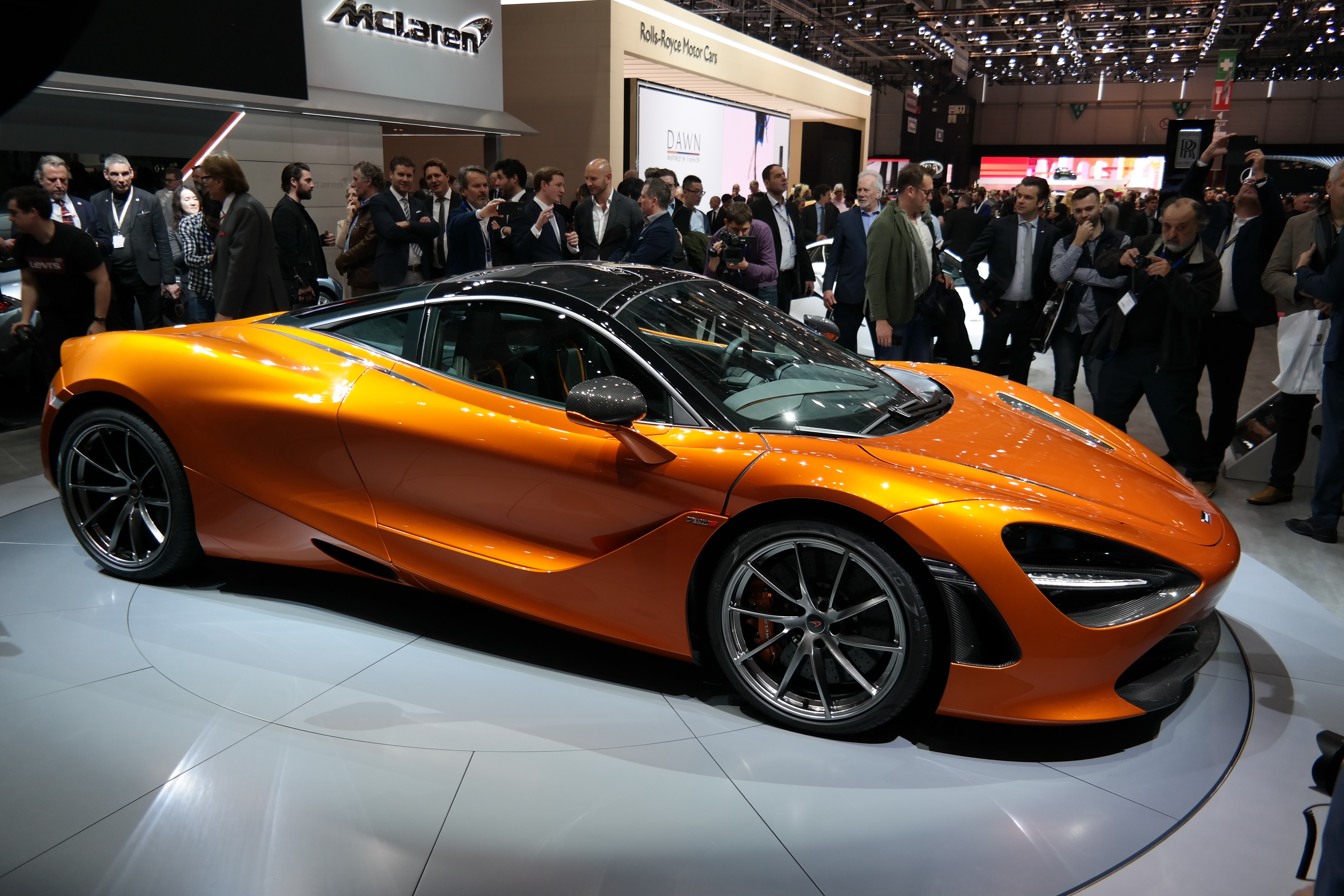
McLaren 720S            (2017—2022)
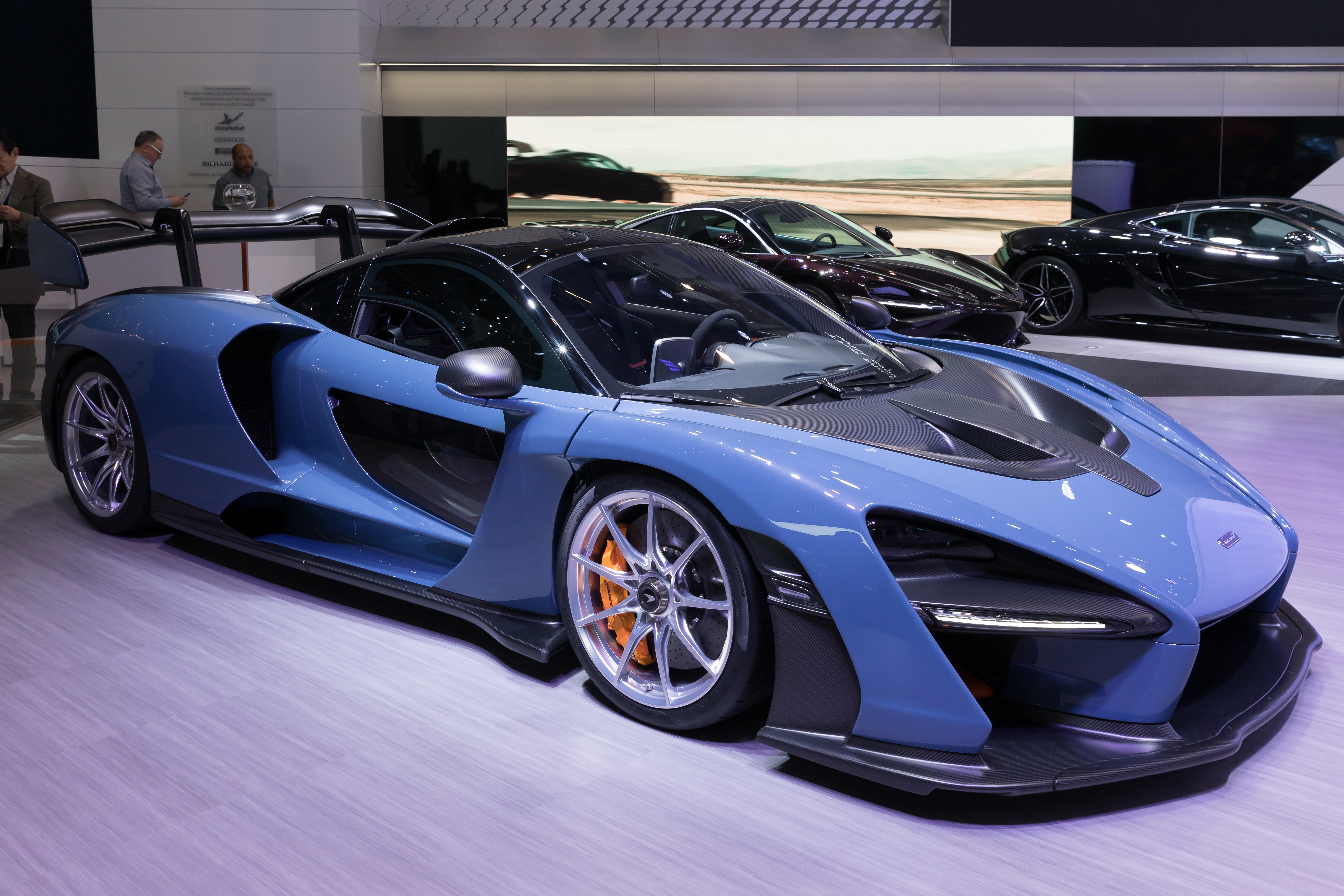
McLaren Senna                   (2018—н.в)
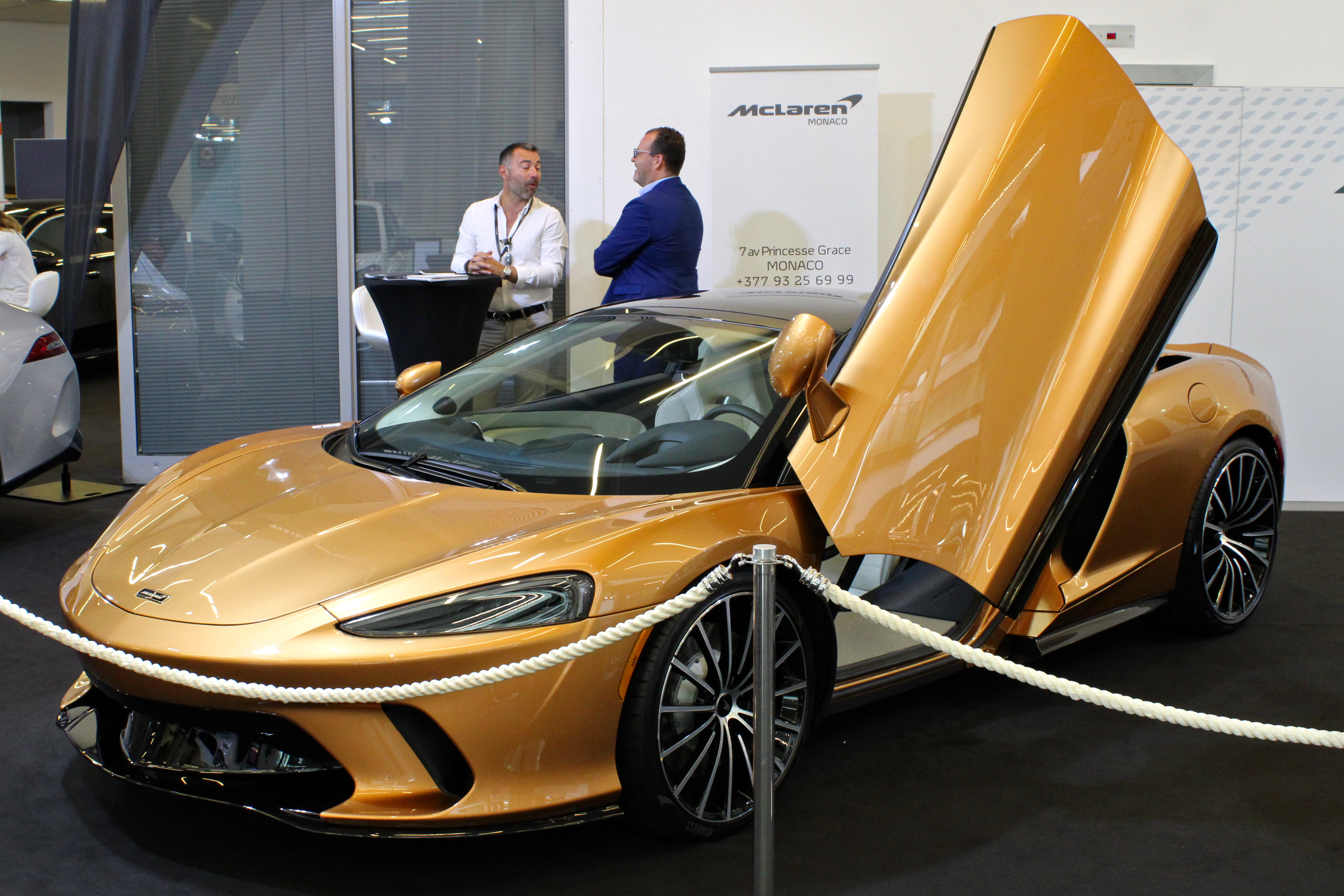
McLaren GT                       (2019—н.в)
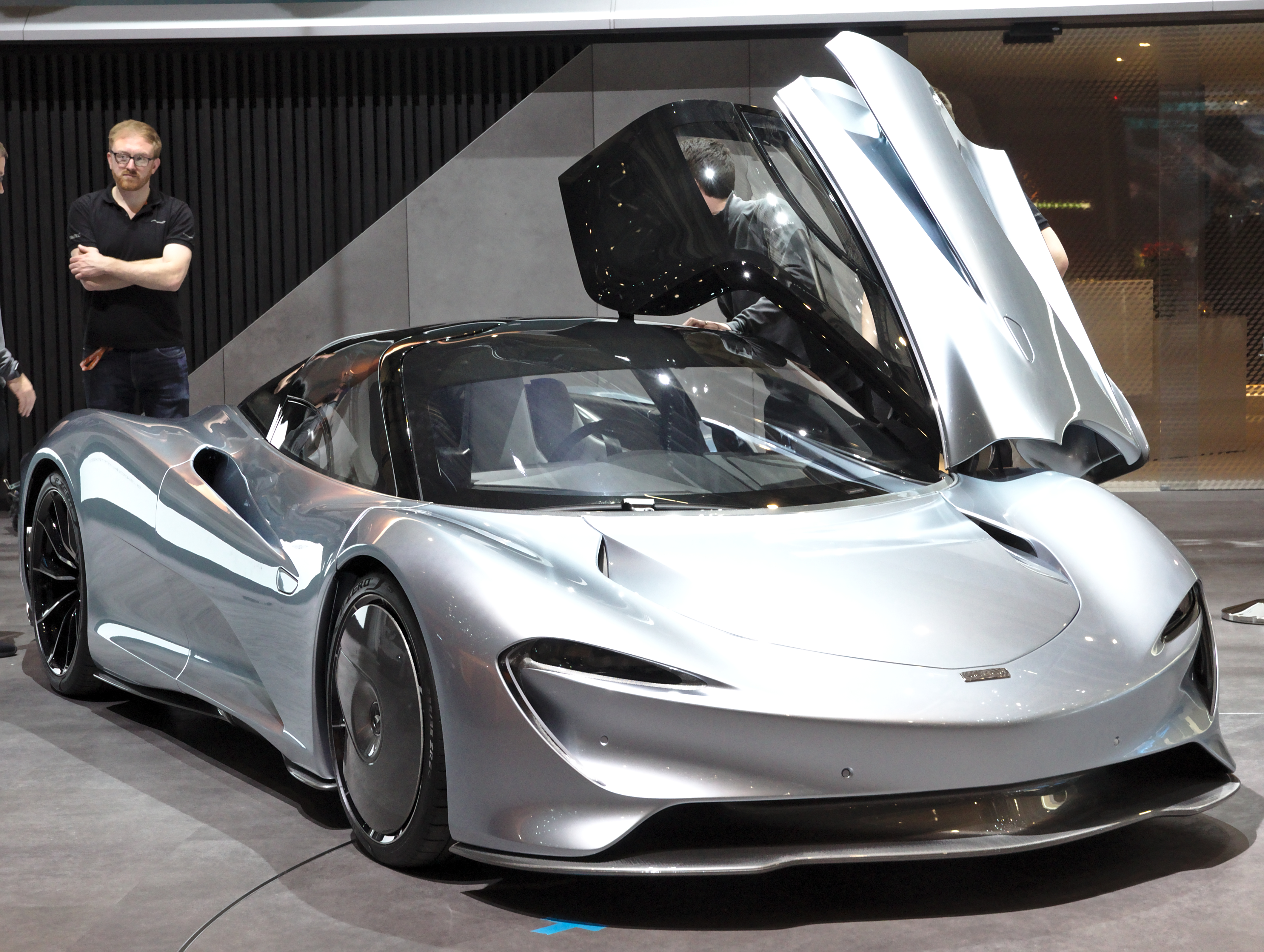
McLaren Speedtail (2020—н.в)
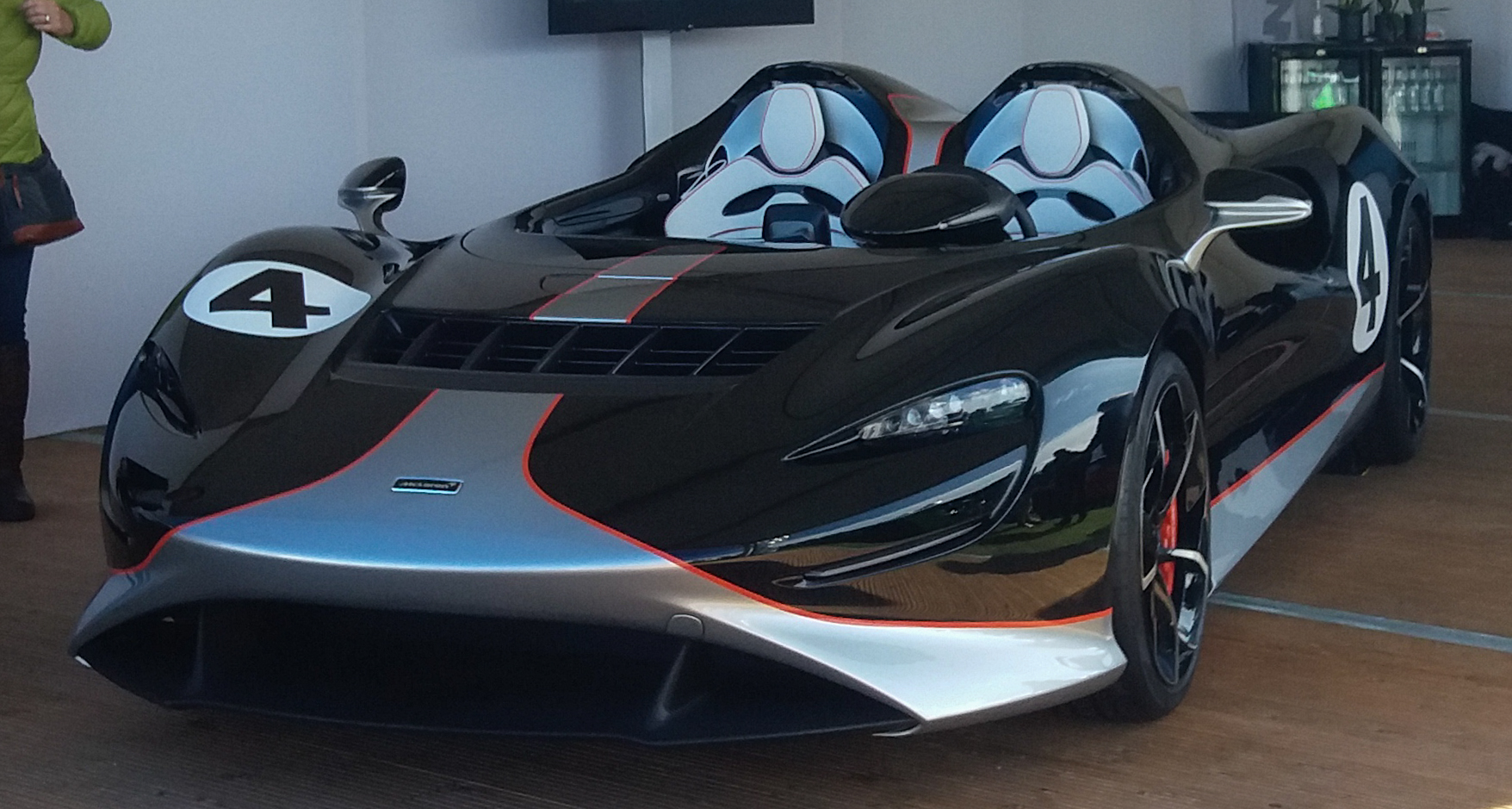
McLaren Elva (2020—н.в)
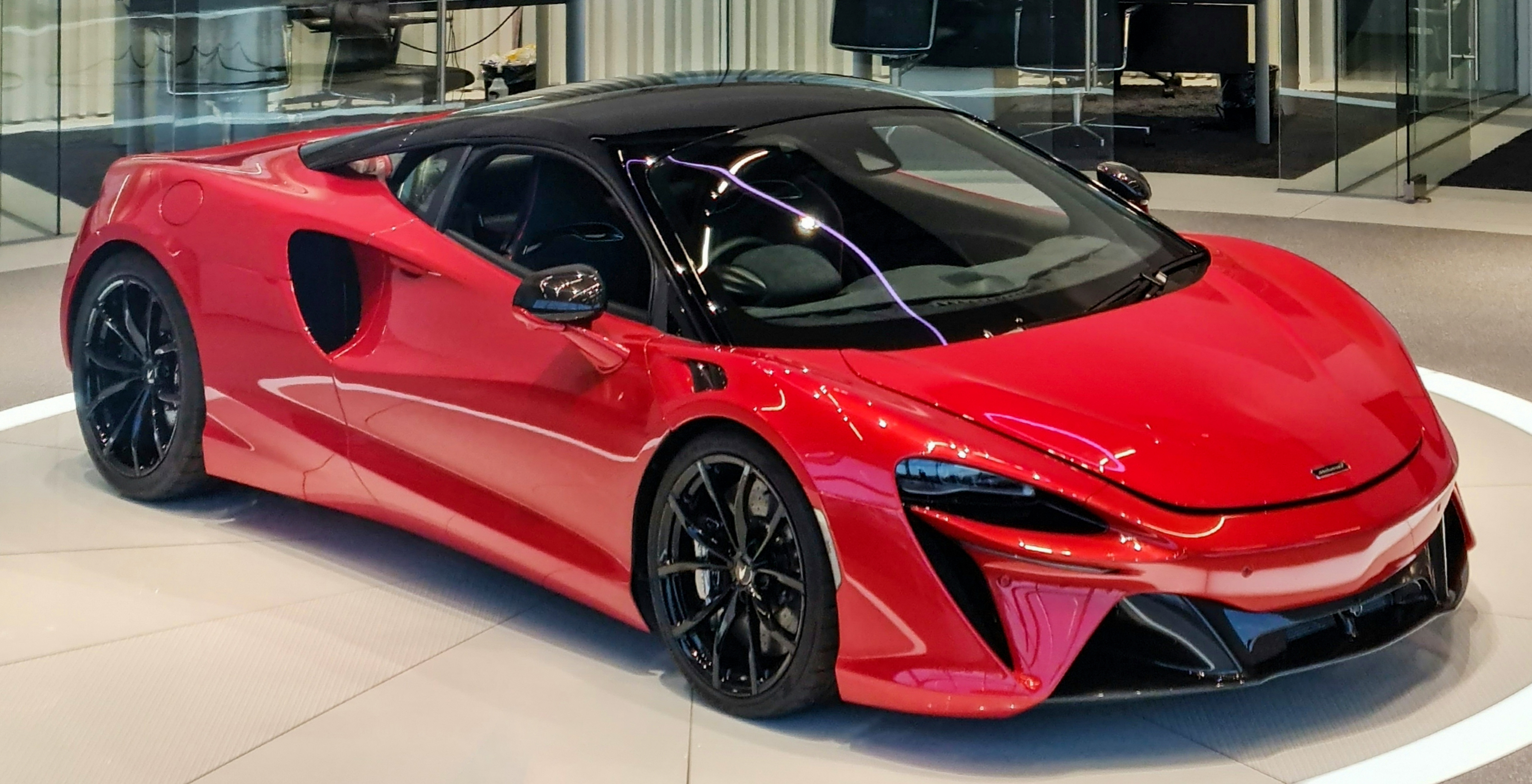
McLaren Artura (2021—н.в)